# Club Puebla 2016-2017

## Rosa 2016-2017
| N. |                      | Ruolo | Calciatore        |
| -- | -------------------- | ----- | ----------------- |
| 1  | Messico (bandiera)   | P     | Fabián Villaseñor |
| 2  | Uruguay (bandiera)   | D     | Robert Herrera    |
| 3  | Messico (bandiera)   | D     | Carlos Gutiérrez  |
| 4  | Uruguay (bandiera)   | D     | Iván Centurión    |
| 5  | Messico (bandiera)   | D     | Edgar Dueñas      |
| 6  | Uruguay (bandiera)   | C     | Pablo Míguez      |
| 7  | Messico (bandiera)   | C     | Carlos Orrantia   |
| 8  | Messico (bandiera)   | C     | Luis Robles       |
| 9  | Messico (bandiera)   | A     | Jerónimo Amione   |
| 10 | Uruguay (bandiera)   | C     | Gonzalo Ramos     |
| 11 | Argentina (bandiera) | A     | Federico González |
| 12 | Messico (bandiera)   | D     | Óscar Rojas       |
| 13 | Argentina (bandiera) | A     | Juan Mare         |
| 14 | Messico (bandiera)   | C     | Juan Fassi        |

| N. |                      | Ruolo | Calciatore           |
| -- | -------------------- | ----- | -------------------- |
| 16 | Messico (bandiera)   | C     | David Toledo         |
| 17 | Argentina (bandiera) | P     | Cristian Campestrini |
| 18 | Messico (bandiera)   | A     | Eduardo Pérez        |
| 20 | Uruguay (bandiera)   | A     | Álvaro Navarro       |
| 21 | Messico (bandiera)   | D     | Adrián Cortés        |
| 22 | Messico (bandiera)   | D     | Patricio Araujo      |
| 23 | Messico (bandiera)   | P     | Juan de Díos Ibarra  |
| 25 | Argentina (bandiera) | A     | Alexis Canelo        |
| 26 | Argentina (bandiera) | D     | Héctor Schmidt       |
| 28 | Messico (bandiera)   | C     | Francisco Torres     |
| 30 | Messico (bandiera)   | P     | Jesús Rodríguez      |
| 32 | Argentina (bandiera) | C     | Claudio Pérez        |
| 33 | Uruguay (bandiera)   | C     | Pablo Cáceres        |